# 綾田修作
綾田 修作（あやだ しゅうさく、1931年3月16日 -  ）は、日本の銀行家。百十四銀行頭取を務めた。

## 来歴・人物
香川県出身。1953年に香川大学経済学部を卒業し、1955年にアメリカのマサチューセッツ州クラーク大学経済大学院での留学を経て、同年11月に年に百十四銀行に入行した。1977年12月に取締役に就任し、1985年6月に常務、1993年4月に専務を経て、1995年6月には頭取に就任。2004年6月に会長に就任し、2009年6月には相談役に就任。
2007年11月に旭日中綬章を受章。